# Йоган Кройф
Йо́ган Кройф (нід. Johan Cruijff МФА: [ˈjoːɦɑn ˈkrœy̯f], повне ім'я: Гендрік Йоганнес Кройф, нід. Hendrik Johannes Cruijff); 25 квітня 1947, Амстердам, Нідерланди — 24 березня 2016, Барселона, Іспанія) — видатний  голландський футболіст і наставник. Відомий своїми виступами за «Аякс» (Амстердам) і «Барселону».
Триразовий володар «Золотого м'яча». Віце-чемпіон світу 1974. Найкращий футболіст «Аякса» та збірної Голландії всіх часів. Міжнародна федерація футбольної історії і статистики назвала його найкращим гравцем Європи у XX столітті. Лауреат Ювілейної нагороди УЄФА як найвидатніший нідерландський футболіст 50-річчя (1954—2003).

## Життєпис

### «Аякс» Амстердам
Народився 25 квітня 1947 року в Амстердамі. Ще з дитинства захопився футболом, оскільки мама працювала технічною працівницею у відомому клубі «Аякс». Вихованець юнацької академії клубу — «Де Тукомст» (нід. «De Toekomst»).
Перша гра за основний склад «Аякса» — 24 жовтня 1964 року. Амстердамський клуб поступився «Гронінгену» 1:3, проте єдиний гол забив саме Йоган. Той сезон «Аякс» провалив, посівши 13 місце — така низька позиція залишається найгіршою у історії клубу і до сьогодні. Ще у ході чемпіонату до команди запросили нового наставника — Рінуса Міхелса. Він налагодив гру і одним з головних фігур на полі став юний Кройф. Вже наступного року «Аякс» перемагає у чемпіонаті, згодом повторивши це досягнення у 1967 і 1968 роках. У сезоні 1966/67 Кройф забиває 33 м'ячі в першості Голландії і стає найкращим бомбардиром. Потужно грала уся команда — всього вона забила 122 голи.
Великі європейські досягнення почалися для Йогана у сезоні 1968/69 — «Аякс» потрапив до фіналу Кубка чемпіонів. У півфіналі голландці здолали «Бенфіку» лише у додатковому матчі (пенальті тоді ще не використовували) — у 3 іграх з португальцями Кройф забив 3 голи. Хоча досвідченіший «Мілан» і виграв фінал, але для нападника турнір виявися вдалим — він став найкращим бомбардиром свого клубу — 6 голів.
Рінуса Міхелса вважають засновником «тотального футболу» — концепції, згідно з якою всі футболісти перебувають у постійному русі та міняються позиціями на полі. Кройф став символом «Аякса» і тотального футболу — навколо його фігури тренер будував гру у нападі. Голландський клуб тричі поспіль (у 1971—1973 рр.) виграє Кубок європейських чемпіонів, а Кройфа нагороджують найпрестижнішою футбольною нагородою Європи — «Золотим м'ячем» у 1971, 1973 та 1974 роках. «Аякс» стає найсильнішою командою континенту.
Блискуче відіграв Кройф сезон 1971/72 — клуб виграє чемпіонат Голландії, Кубок країни і перемагає у Кубку чемпіонів. Йоган стає найкращим бомбардиром першості Голландії з результатом 25 забитих м'ячів. У фіналі Кубка чемпіонів проти «Інтера» нападник робить дубль — перемога 2:0. Того ж року його команда виграє Міжконтинентальний кубок, вигравши двоматч з аргентинським «Індепендьєнте». Голландець був серед фаворитів на здобуття «Золотого м'яча», але його вручили чемпіонові Європи-72 німцю Францу Бекенбауеру. Протистояння Бекенбауер—Кройф (оборонець проти нападника) стає одним із знакових у європейському футболі 70-х років.

### Перехід до «Барси» і подальша кар'єра
У середині сезону 1973/74 Кройф переходить до іспанської «Барселони», яку з 1971 року тренує Рінус Міхелс. Сума трансферу б'є усі попередні рекорди — 2 000 000 доларів. Після цього переходу голландський клуб починає втрачати колишню силу.
На світовому рівні «тотальний футбол» і Кройф разом із ним досягли величезного успіху на чемпіонаті світу 1974. Збірна Голландії стала одкровенням турніру, демонструючи швидкісний і ефектний футбол, який одразу ж зробив «ораньє» одними з фаворитів. Основу збірної становили футболісти «Аякса» із невеликими вкрапленнями з інших команд. У фіналі голландці програли ФРН — 1:2.
У столиці Каталонії Кройф грав до 1979 року, коли поїхав виступати до США — у команди «Лос-Анджелес Ацтекс» і «Вашингтон Сенаторс». У кінці 70-х — на початку 80-х років американські команди отримували чималі кошти від великих компаній і, завдяки цьому, могли запрошувати зірок європейського футболу.
У сезонах 1981/82 та 1982/83 нападник повернувся у рідний клуб «Аякс», але після суперечок із керівництвом команди Кройф перейшов до одвічного суперника «Аякса» — роттердамського «Феєнорда». Там він провів останній сезон у ранзі гравця — 1983/84 і привів «Феєнорд» до чемпіонства та перемоги в кубку країни.

### Тренерська робота
Першим клубом Кройфа-тренера став амстердамський «Аякс». У 1985/86 «Аякс» стає віце-чемпіоном Голландії та здобуває Кубок Голландії. Цей трофей дозволив стартувати у Кубку володарів кубків. Команда Кройфа виграла цей трофей. Перемігши у фіналі «Локомотив» (Лейпциг) — єдиний гол забив лідер атак Марко ван Бастен. Після цього тренера запросили очолити «Барселону».

## Титули та досягнення
| - «Золотий м'яч»: 1971, 1973 та 1974 - Найвидатніший нідерландський футболіст 50-річчя (1954—2003). | - Найкращий тренер в історії футболу — 3 місце (FourFourTwo) - Найкращий тренер в історії футболу — 4 місце (France Football) - Найкращий тренер в історії футболу — 29 місце (World Soccer) |

## Статистика виступів

### Статистика клубних виступів
| Сезон                           | Команда                         | Чемпіонат                       | Чемпіонат | Чемпіонат | Національний кубок | Національний кубок | Національний кубок | Континентальні кубки | Континентальні кубки | Континентальні кубки | Усього | Усього |
| Сезон                           | Команда                         | Ліга                            | Ігор      | Голів     | Турнір             | Ігор               | Голів              | Турнір               | Ігор                 | Голів                | Ігор   | Голів  |
| ------------------------------- | ------------------------------- | ------------------------------- | --------- | --------- | ------------------ | ------------------ | ------------------ | -------------------- | -------------------- | -------------------- | ------ | ------ |
| 1964–65                         | «Аякс»                          | Д-1                             | 10        | 4         | КН                 | 0                  | 0                  | -                    | -                    | -                    | 10     | 4      |
| 1965–66                         | «Аякс»                          | Д-1                             | 19        | 16        | КН                 | 4                  | 9                  | -                    | -                    | -                    | 23     | 25     |
| 1966–67                         | «Аякс»                          | Д-1                             | 30        | 33        | КН                 | 5                  | 5                  | КЧ                   | 6                    | 3                    | 41     | 41     |
| 1967–68                         | «Аякс»                          | Д-1                             | 33        | 25        | КН                 | 5                  | 6                  | КЧ                   | 3                    | 2                    | 41     | 33     |
| 1968–69                         | «Аякс»                          | Д-1                             | 29        | 24        | КН                 | 3                  | 3                  | КЧ                   | 10                   | 6                    | 42     | 33     |
| 1969–70                         | «Аякс»                          | Д-1                             | 33        | 23        | КН                 | 5                  | 6                  | КЯ                   | 8                    | 4                    | 46     | 33     |
| 1970–71                         | «Аякс»                          | Д-1                             | 25        | 21        | КН                 | 6                  | 5                  | КЧ                   | 6                    | 1                    | 37     | 27     |
| 1971–72                         | «Аякс»                          | Д-1                             | 32        | 25        | КН                 | 4                  | 3                  | КЧ                   | 9                    | 5                    | 45     | 33     |
| 1972–73                         | «Аякс»                          | Д-1                             | 26        | 16        | КН                 | 0                  | 0                  | КЧ МКК               | 6 2                  | 3 1                  | 34     | 20     |
| 1973–74                         | «Аякс»                          | Д-1                             | 2         | 3         | КН                 | 0                  | 0                  | -                    | -                    | -                    | 2      | 3      |
| 1973–74                         | «Барселона»                     | Д-1                             | 26        | 16        | КІ                 | 12                 | 8                  | КУ                   | 0                    | 0                    | 38     | 24     |
| 1974–75                         | «Барселона»                     | Д-1                             | 30        | 7         | КІ                 | 12                 | 7                  | КЧ                   | 8                    | 0                    | 50     | 14     |
| 1975–76                         | «Барселона»                     | Д-1                             | 29        | 6         | КІ                 | 10                 | 3                  | КУ                   | 9                    | 2                    | 48     | 11     |
| 1976–77                         | «Барселона»                     | Д-1                             | 30        | 14        | КІ                 | 9                  | 6                  | КУ                   | 7                    | 5                    | 46     | 25     |
| 1977–78                         | «Барселона»                     | Д-1                             | 28        | 5         | КІ                 | 7                  | 1                  | КУ                   | 10                   | 5                    | 45     | 11     |
| Усього за «Барселону»           | Усього за «Барселону»           | Усього за «Барселону»           | 143       | 48        |                    | 50                 | 25                 |                      | 34                   | 12                   | 227    | 86     |
| 1979                            | «Лос-Анджелес Ацтекс»           | Д-1                             | 27        | 14        | -                  | -                  | -                  | -                    | -                    | -                    | 27     | 14     |
| 1980                            | «Вашингтон Дипломатс»           | Д-1                             | 27        | 10        | -                  | -                  | -                  | -                    | -                    | -                    | 27     | 10     |
| 1980–81                         | «Леванте»                       | Д-2                             | 10        | 2         | КІ                 | 0                  | 0                  | -                    | -                    | -                    | 10     | 2      |
| 1981                            | «Вашингтон Дипломатс»           | Д-1                             | 5         | 2         | -                  | -                  | -                  | -                    | -                    | -                    | 5      | 2      |
| Усього за «Вашингтон Дипломатс» | Усього за «Вашингтон Дипломатс» | Усього за «Вашингтон Дипломатс» | 32        | 12        |                    | -                  | -                  |                      | -                    | -                    | 32     | 12     |
| 1981–82                         | «Аякс»                          | Д-1                             | 15        | 7         | КН                 | 1                  | 0                  | -                    | -                    | -                    | 16     | 7      |
| 1982–83                         | «Аякс»                          | Д-1                             | 21        | 7         | КН                 | 7                  | 2                  | КЧ                   | 2                    | 0                    | 30     | 9      |
| Усього за «Аякс»                | Усього за «Аякс»                | Усього за «Аякс»                | 275       | 204       |                    | 40                 | 39                 |                      | 52                   | 25                   | 367    | 268    |
| 1983–84                         | «Феєнорд»                       | Д-1                             | 33        | 11        | КН                 | 7                  | 1                  | КУ                   | 4                    | 1                    | 44     | 13     |
| Усього за кар'єру               | Усього за кар'єру               | Усього за кар'єру               | 520       | 290       |                    | 97                 | 67                 |                      | 90                   | 38                   | 707    | 395    |

### Статистика виступів за збірну
| Дата       | Місто         | Господарі         | Результат  | Гості             | Турнір             | Голи | Примітки |
| ---------- | ------------- | ----------------- | ---------- | ----------------- | ------------------ | ---- | -------- |
| 7-9-1966   | Роттердам     | Нідерланди        | 2 – 2      | Угорщина          | Відбір до ЧЄ 1968  | 1    |          |
| 6-11-1966  | Амстердам     | Нідерланди        | 1 – 2      | Чехословаччина    | товариський матч   | -    |          |
| 13-9-1967  | Амстердам     | Нідерланди        | 1 – 0      | НДР               | Відбір до ЧЄ 1968  | 1    |          |
| 4-10-1967  | Копенгаген    | Данія             | 3 – 2      | Нідерланди        | Відбір до ЧЄ 1968  | -    |          |
| 1-11-1967  | Роттердам     | Нідерланди        | 1 – 2      | Югославія         | товариський матч   | -    |          |
| 1-5-1968   | Варшава       | Польща            | 0 – 0      | Нідерланди        | товариський матч   | -    |          |
| 26-3-1969  | Роттердам     | Нідерланди        | 4 – 0      | Люксембург        | Відбір до ЧС 1970  | 1    |          |
| 7-9-1969   | Хожув         | Польща            | 2 – 1      | Нідерланди        | Відбір до ЧС 1970  | -    |          |
| 5-11-1969  | Амстердам     | Нідерланди        | 0 – 1      | Англія            | товариський матч   | -    |          |
| 14-1-1970  | Лондон        | Англія            | 0 – 0      | Нідерланди        | товариський матч   | -    |          |
| 2-12-1970  | Амстердам     | Нідерланди        | 2 – 0      | Румунія           | товариський матч   | 2    |          |
| 24-1-1971  | Роттердам     | Нідерланди        | 6 – 0      | Люксембург        | Відбір до ЧЄ 1972  | 2    |          |
| 10-10-1971 | Роттердам     | Нідерланди        | 3 – 2      | НДР               | Відбір до ЧЄ 1972  | -    |          |
| 17-11-1971 | Ейндговен     | Люксембург        | 0 – 8      | Нідерланди        | Відбір до ЧЄ 1972  | 3    |          |
| 1-12-1971  | Амстердам     | Нідерланди        | 2 – 1      | Шотландія         | товариський матч   | 1    | кап.     |
| 16-2-1972  | Афіни         | Греція            | 0 – 5      | Нідерланди        | товариський матч   | 2    | кап.     |
| 3-5-1972   | Роттердам     | Нідерланди        | 3 – 0      | Перу              | товариський матч   | -    | кап.     |
| 30-8-1972  | Прага         | Чехословаччина    | 2 – 1      | Нідерланди        | товариський матч   | 1    | кап.     |
| 1-11-1972  | Роттердам     | Нідерланди        | 9 – 0      | Норвегія          | Відбір до ЧС 1974  | 2    | кап.     |
| 19-11-1972 | Антверпен     | Бельгія           | 0 – 0      | Нідерланди        | Відбір до ЧС 1974  | -    | кап.     |
| 2-5-1973   | Амстердам     | Нідерланди        | 3 – 2      | Іспанія           | товариський матч   | 1    | кап.     |
| 22-8-1973  | Амстердам     | Нідерланди        | 5 – 0      | Ісландія          | Відбір до ЧС 1974  | 2    | кап.     |
| 29-8-1973  | Девентер      | Ісландія          | 1 – 8      | Нідерланди        | Відбір до ЧС 1974  | 2    | кап.     |
| 12-9-1973  | Осло          | Норвегія          | 1 – 2      | Нідерланди        | Відбір до ЧС 1974  | 1    | кап.     |
| 10-10-1973 | Роттердам     | Нідерланди        | 1 – 1      | Польща            | товариський матч   | -    | кап. 56' |
| 18-11-1973 | Амстердам     | Нідерланди        | 0 – 0      | Бельгія           | Відбір до ЧС 1974  | -    | кап.     |
| 27-3-1974  | Роттердам     | Нідерланди        | 1 – 1      | Австрія           | товариський матч   | -    | кап.     |
| 26-5-1974  | Амстердам     | Нідерланди        | 4 – 1      | Аргентина         | товариський матч   | -    | кап.     |
| 15-6-1974  | Ганновер      | Уругвай           | 0 – 2      | Нідерланди        | ЧС 1974 - 1-й етап | -    | кап.     |
| 19-6-1974  | Дортмунд      | Нідерланди        | 0 – 0      | Швеція            | ЧС 1974 - 1-й етап | -    | кап.     |
| 23-6-1974  | Дортмунд      | Болгарія          | 1 – 4      | Нідерланди        | ЧС 1974 - 1-й етап | -    | кап.     |
| 26-6-1974  | Гельзенкірхен | Нідерланди        | 4 – 0      | Аргентина         | ЧС 1974 - 2-й етап | 2    | кап.     |
| 30-6-1974  | Гельзенкірхен | НДР               | 0 – 2      | Нідерланди        | ЧС 1974 - 2-й етап | -    | кап.     |
| 3-7-1974   | Дортмунд      | Нідерланди        | 2 – 0      | Бразилія          | ЧС 1974 - 2-й етап | 1    | кап.     |
| 7-7-1974   | Мюнхен        | Нідерланди        | 1 – 2      | ФРН               | ЧС 1974 - Фінал    | -    | кап.     |
| 4-9-1974   | Стокгольм     | Швеція            | 1 – 5      | Нідерланди        | товариський матч   | 1    | кап.     |
| 25-9-1974  | Гельсінкі     | Фінляндія         | 1 – 3      | Нідерланди        | Відбір до ЧЄ 1976  | 2    | кап.     |
| 20-11-1974 | Роттердам     | Нідерланди        | 3 – 1      | Італія            | Відбір до ЧЄ 1976  | 2    | кап.     |
| 10-9-1975  | Хожув         | Польща            | 4 – 1      | Нідерланди        | Відбір до ЧЄ 1976  | -    | кап.     |
| 15-10-1975 | Амстердам     | Нідерланди        | 3 – 0      | Польща            | Відбір до ЧЄ 1976  | -    | кап.     |
| 25-4-1976  | Роттердам     | Нідерланди        | 5 – 0      | Бельгія           | Відбір до ЧЄ 1976  | -    | кап.     |
| 22-5-1976  | Брюссель      | Бельгія           | 1 – 2      | Нідерланди        | Відбір до ЧЄ 1976  | 1    | кап.     |
| 16-6-1976  | Загреб        | Чехословаччина    | 3 – 1 д.ч. | Нідерланди        | ЧЄ 1976 - півфінал | -    | кап.     |
| 13-10-1976 | Роттердам     | Нідерланди        | 2 – 2      | Північна Ірландія | Відбір до ЧС 1978  | 1    | кап.     |
| 9-2-1977   | Лондон        | Англія            | 0 – 2      | Нідерланди        | товариський матч   | -    | кап.     |
| 26-3-1977  | Антверпен     | Бельгія           | 0 – 2      | Нідерланди        | Відбір до ЧС 1978  | 1    | кап.     |
| 12-10-1977 | Белфаст       | Північна Ірландія | 0 – 1      | Нідерланди        | Відбір до ЧС 1978  | -    | кап. 71' |
| 26-10-1977 | Амстердам     | Нідерланди        | 1 – 0      | Бельгія           | Відбір до ЧС 1978  | -    | кап.     |
| Усього     |               | Матчів            | 48         |                   | Голів (8 місце)    | 33   |          |

## Цитати
«Футбол — дуже проста гра. Навіщо робити пас на 50 метрів з можливою втратою, якщо просто можна передати м'яч ближньому, а вже той віддасть м'яч партнеру? Найкраща ідея — завжди найпростіша. Ви не хочете, щоб вам забили гол? Просто тримайте м'яч у себе, не віддавайте його суперникові. Найбільше я люблю дивитися, як грають діти у дворі. Це найщиріший футбол. Саме той, в який і грали мої команди»

## Виноски
1. ↑  Архівована копія. Архів оригіналу за 25 квітня 2019. Процитовано 26 січня 2019.{{cite web}}:  Обслуговування CS1: Сторінки з текстом «archived copy» як значення параметру title (посилання)
2. ↑  Guardiola supera a Klopp, Simeone y Mourinho en la lista de los 100 mejores técnicos. Goal.com. Архів оригіналу за 14 травня 2020. Процитовано 3 травня 2020.
3. ↑  The 50 best coaches in history, according to 'France Football'. BeSoccer (en-EN) . 29 березня 2019. Архів оригіналу за 5 листопада 2020. Процитовано 6 грудня 2019.
4. ↑  World Soccer The Greatest manager of all time. Архів оригіналу за 4 квітня 2019. Процитовано 7 грудня 2019.
5. ↑  The Greatest: — how the panel voted. Архів оригіналу за 26 травня 2021. Процитовано 7 грудня 2019.
6. ↑  З жовтня.
7. ↑  Летучий голландец: Йохан Круифф. Архів оригіналу за 7 липня 2012. Процитовано 2 квітня 2012. Летучий голландец: Йохан Круифф (рос.)